# Bački Sokolac
Bački Sokolac (en cirílico: Бачки Соколац, húngaro: Bácsandrásszállás) es un pueblo serbio. Está situado en el municipio de Bačka Topola, en el distrito de Bačka del Norte, en la provincia de Voivodina. La aldea tiene una mayoría étnica serbia y en el censo de 2011 contaba con 473 habitantes.

## Demografía
| Gráfica de evolución demográfica de Bački Sokolac entre 1948 y 2011 |
|                                                                     |